# Oi! Młodzież
Oi! Młodzież – pierwsza płyta streetpunkowego zespołu The Analogs wydana pierwotnie w roku 1996 przez wytwórnię Rock'n'roller na kasecie, a w reedycji kompaktowej z 2000 roku (także Rock'n'roller) jako split album The Analogs – Oi! Młodzież/Ramzes & The Hooligans – Mechaniczna Pomarańcza. Album zawiera cover utworu słynnej brytyjskiej grupy The Clash "Guns of Brixton", oraz cover zespołu zaliczanego do twórców oi! punka- Cock Sparrer ("Get a rope" tutaj pod tytułem "He, he, he")

## Lista utworów
1. Nasze Ciała (3:09)
2. Oi! Młodzież (3:45)
3. Popatrz Na... (3:10)
4. Szczecin (2:15)
5. Te Chłopaki (2:46)
6. Ulica (3:16)
7. He, He, He (2:26)
8. Tygrys (2:15)
9. Analogs Rules (1:39)
10. Jednoczcie Się I Zwyciężajcie (2:52)
11. Strzelby Z Brixton (3:22) (The Clash)
12. Dzieciaki Atakujące Policję (3:17)
13. Cud (2:09)
14. Kupa (1:21)

## Twórcy
- Dominik "Harcerz" Pyrzyna – śpiew
- Marek "Oreł" Adamowicz – gitara
- Paweł "Piguła" Czekała – gitara basowa
- Ziemowit "Ziemek" Pawluk – perkusja